# Новое (Вознесенский район)
Новое (укр. Нове) — село в Вознесенском районе Николаевской области Украины.
Основано в 1954 году. Население по переписи 2001 года составляло 184 человек. Почтовый индекс — 56560. Телефонный код — 5134. Занимает площадь 0,259 км².

## Местный совет
56560, Николаевская обл., Вознесенский р-н, с. Новосёлка, ул. Центральная, 12